# 亞歷山大航空
亞歷山大航空是一間埃及的航空公司。於2007年4月開始投入服務，初時是服務埃及和約旦。然後便開設往中東的航線。

## 歷史
航空公司成立於2006年8月。

## 航線
- 埃及開羅開羅國際機場-約旦亞喀巴侯賽因國王國際機場
- 埃及亞歷山大亞歷山大國際機場-阿聯酋迪拜迪拜國際機場
- 埃及亞歷山大亞歷山大國際機場-沙特阿拉伯吉達阿卜杜勒-阿齊茲國王國際機場

## 機隊
在2008年7月，西奈航空有一架波音737-500，是由約旦航空提供。

## 外部連結
- 官方網站(建設中) （页面存档备份，存于）